# Operazione New Arrivals
L'operazione New Arrivals (29 aprile — 16 settembre 1975) è stata il trasferimento di 130 000 rifugiati vietnamiti dalle aree di concentramento nelle isole del Pacifico agli Stati Uniti d'America.
A seguito dell'evacuazione sudvietnamita durante la caduta di Saigon e le operazioni New Life e Babylift alla fine della guerra del Vietnam, i rifugiati furono trasferiti negli Stati Uniti per iniziare l'assimilazione e l'inserimento nella società americana. 251 voli di C-141 e C-130 e 349 voli commerciali aerotrasportarono i rifugiati ai vari campi sparsi negli Stati Uniti. Tali campi erano Camp Pendleton (California, aperto il 29 aprile), Fort Chaffee (Arkansas, aperto il 2 maggio), Eglin Air Force Base (Florida, aperto il 4 maggio) e Fort Indiantown Gap (Pennsylvania, aperto il 28 maggio). L'operazione trasferì, sostenne e diede asilo ai rifugiati fino a che gli organismi non furono in grado di dar loro una nuova sistemazione.